# Destroy the Runner
Destroy the Runner est un groupe de metalcore américain, originaire de San Diego, en Californie. Tim Lambesis du groupe As I Lay Dying s'occupe de leur premier album Saints, et fait de même avec Jason Rudolph sur leur second album I, Lucifer. Le groupe annonce une pause en 2010, avant d'annoncer son retour en 2016.

## Biographie

### Débuts (2004–2006)
Le groupe est formé en 2004, et initialement appelé Die Like Me, avant sa signature au label Solid State Records, qui publiera son premier album, Saints, le 12 septembre 2006 ; il sera accueilli d'une manière mitigée,,. Leur nom est supposément une référence au film L'Âge de cristal, sorti en 1976. Le groupe tourne ensuite en soutien à l'album avec Haste the Day et Scary Kids Scaring Kids, suivi par des tournées avec August Burns Red et The Chariot. Both Kyle Setter et Jeremiah Crespo quittent le groupe en 2007, et sont remplacés par Chad Ackerman et Tanner Sparks.

### I, Luciferet pause (2007–2010)
En octobre 2007, le groupe enregistre son deuxième album avec Brian McTernan aux Salad Days Studios de Baltimore, dans le Maryland. Le 15 avril 2008, Destroy the Runner publie I, Lucifer. L'album se caractérise par un son poussé plus progressif, avec moins de hurlements. Il atteint la 27e place des Billboard Top Christian Albums et la 25e place des Top Heatseekers,. Le 16 mai 2010, Destroy the Runner annonce une pause à durée indéterminée.

### Réunion (depuis 2016)
Le 22 avril 2016, le groupe met à jour sa page Facebook et annonce un nouvel album avec les membres de la première formation. Le 1er mai 2016, le groupe annonce que les chansons sont déjà écrites pour leur prochain EP. Ils publient aussi par le biais du site web Indiegogo un clip, et le lancement de leur album pour fin 2016.

## Membres

### Membres actuels
- Kyle Setter - chant
- Duane Reed - guitare, chant
- Nick « Maldy » Maldonado - guitare
- Marc Kohlbry - batterie

### Anciens membres
- Chad Ackerman - chant
- Jeremiah Crespo - basse
- Tanner Sparks - basse